# If You're Feeling Sinister
If You're Feeling Sinister -en español: «Si te sientes siniestro»- es el segundo álbum de estudio de la banda de pop escocesa Belle and Sebastian, lanzado el 18 de noviembre de 1996, por medio de la compañía discográfica Jeepster Records. El álbum es ampliamente considerado como un clásico del género indie pop, y ha obtenido un culto entre los aficionados del grupo.
If You're Feeling Sinister es usualmente considerado como el punto más alto de la carrera de Belle and Sebastian. El líder del grupo, Stuart Murdoch, ha declarado en entrevistas que este es probablemente su mejor colección de canciones, aunque no están muy bien grabadas. En 2005, Belle and Sebastian lanzó una versión en directo del álbum titulada If You're Feeling Sinister: Live at the Barbican, por medio de iTunes Music Store. Su objetivo era ofrecer a los fanáticos una versión mejor grabada del álbum original.
En el 2020 obtuvo el 481 lugar de los 500 mejores álbumes de la revista Rolling Stone.

## Recepción
Pitchfork Media posicionó al álbum en el lugar número 14 dentro de su lista de los 100 álbumes de los 1990s. Rolling Stone destacó al álbum en la lista de "Grabaciones esenciales de los años 1990", mientras que Spin lo incluyó en el puesto número 76 de los "100 grandes álbumes, 1985-2005" list. If You're Feeling Sinister también aparece dentro del libro 1001 discos que hay que escuchar antes de morir que fueron escogidos por críticos musicales. Acclaimed Music, ha posicionado a If You're Feeling Sinister como el tercer mejor álbum de 1996 y como el número 242 de todos los tiempos.
En 2007, como parte de la serie 33⅓, Scott Plagenhoef escribió un libro acerca del álbum.

## Lista de canciones
Todas las canciones fueron escritas por Stuart Murdoch.
1. "The Stars of Track and Field" – 4:48
2. "Seeing Other People" – 3:48
3. "Me and the Major" – 3:51
4. "Like Dylan in the Movies" – 4:14
5. "The Fox in the Snow" – 4:11
6. "Get Me Away from Here, I'm Dying" – 3:25
7. "If You're Feeling Sinister" – 5:21
8. "Mayfly" – 3:42
9. "The Boy Done Wrong Again" – 4:17
10. "Judy and the Dream of Horses" – 3:40

## Personal
- Stuart Murdoch – Voz, guitarra
- Stuart David – Bajo
- Isobel Campbell – Chelo
- Chris Geddes – Teclado, piano
- Richard Colburn – Batería
- Stevie Jackson – Guitarra, voz
- Sarah Martin – Violines
- Mick Cooke – Trompeta